# Grabado a fibra
El Grabado a fibra es el método más antiguo de grabado. Durante siglos, la técnica básica del grabado en relieve ha consistido en vaciar ciertas zonas de la superficie de un taco de madera para crear una superficie de grabado con la forma de la representación deseada. Tradicionalmente se utilizan más las maderas de frutales, como el cerezo o el peral, que las de arce o roble, demasiado duras para ser talladas. En el siglo XX los artistas han preferido maderas más blandas, como el pino. Primero se alisa la superficie y después se endurece tratándola con una laca, lo que la hace más resistente a la presión del tórculo y facilita el tallado de dibujos muy marcados. El artista puede hacer su composición pintando o dibujando en la superficie; después, se vacía la madera a ambos lados de las líneas marcadas, para que el contorno de la imagen sobresalga de la superficie del taco. En esencia, es una imagen en relieve.
Con ayuda del rodillo se impregna el taco con una tinta con base de aceite. Se coloca una hoja de papel lo ideal es que sea de un tipo muy absorbente como el papel de arroz sobre el taco, y ya puede entonces el artista grabar la imagen a mano frotando la superficie con la paleta de una cuchara o con cualquier otro instrumento bruñidor. También pueden pasarse por el tórculo el taco y el papel; la imagen quedará trasladada al papel por la presión. El ejemplar impreso se retira levantando cuidadosamente una esquina del papel y separándolo del taco. Cuando se trata de grabados a fibra en color, se utilizan tacos separados, uno para cada color.